# جيم بيانكو
جيم بيانكو (بالإنجليزية: Jim Bianco)‏ هو مغن مؤلف ومنتج أسطوانات وملحن أمريكي، ولد في 25 مارس 1976.

## وصلات خارجية
- الموقع الرسمي
- جيم بيانكو على موقع IMDb (الإنجليزية)
- جيم بيانكو على موقع ميوزك برينز (الإنجليزية)
- جيم بيانكو على موقع أول ميوزيك (الإنجليزية)
- جيم بيانكو على موقع ديسكوغز (الإنجليزية)
- جيم بيانكو على موقع ديسكوغز (الإنجليزية)